# دربل
دربل (به عربی: دربل) یک روستا در سوریه است که در استان ریف دمشق واقع شده‌است. دربل ۲٬۰۴۹ نفر جمعیت دارد.